# Gorges de la Bienne
Les gorges de la Bienne sont des gorges longues de 25 km situées au cœur du massif et du département du Jura.

## Géographie
La Bienne parcours le massif jurassien à travers une vallée encaissée ; à partir de Morez, elle se resserre et les versants deviennent extrêmement raides, voire des falaises. Les gorges entaillent les plis hauts-jurassiens jusqu'à la ville de Saint-Claude où la vallée s'élargit à nouveau.
De Morbier à Valfin-lès-Saint-Claude, les gorges de la Bienne ont été creusées dans un synclinal en suivant le sens des plis jurassiens en direction du sud-ouest ; à partir de Valfin, la Bienne bifurque vers le sud et coupe l'anticlinal des côtes de la Bienne avant de suivre le sens du synclinal de Longchaumois de la cascade de la Vouivre à Saint-Claude. Les versants des gorges de la Bienne sont principalement constitués de calcaires sublithographiques du Kimméridgien.